# Josep Martí i Burch

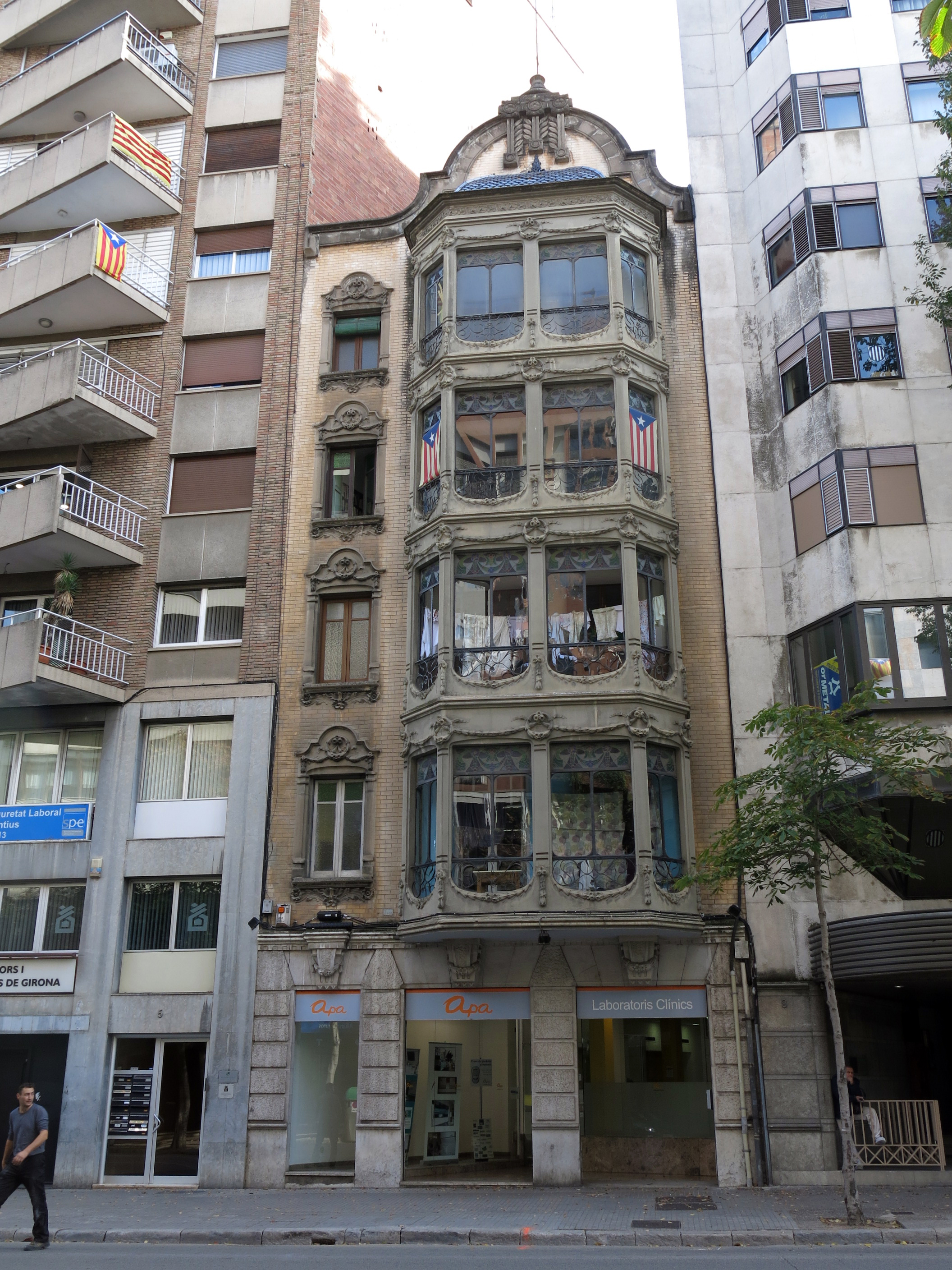
Bloc Auguet, Gran Via de Jaume I, 7 (Girona)

Josep Martí i Burch va ser un arquitecte mestre d'obres que va treballar a Girona.
És autor del colmado Moriscot (1906), del bloc d'habitatges Casa Auguet (1912), de la botiga Novetats Massot (1916), i de la Casa López (1916) també a Girona.
Amb Martí Sureda i Vila és autor de l'antiga seu del Banc d'Espanya (1901-1902) a Girona.